# 鄭澤暉
郑泽晖，男，中國共產黨員、中華人民共和國政治人物。

## 履历
2008年时，任職廣東省公安廳治安局政委。2016年，任中山市副市長、市公安局局長。2021年任職中央人民政府驻香港特别行政区维护国家安全公署局长。2024年任廣東江門市市委副書記 。